# Heterodactylus
Heterodactylus — рід ящірок родини гімнофтальмових (Gymnophthalmidae). Представники цього роду є ендеміками Бразилії.

## Види
Рід Heterodactylus нараховує 3 види:
- Heterodactylus imbricatus Spix, 1825
- Heterodactylus lundii J.T. Reinhardt & Lütken, 1862
- Heterodactylus septentrionalis Rodrigues, De Freitas & Silva, 2009

## Етимологія
Наукова назва роду Heterodactylus походить від сполучення слів дав.-гр. ἑτερος — різний, інший і δακτυλος — палець.